# Чоловік і жінка: Найкращі роки
«Чоловік і жінка: Найкращі роки» (фр. Les Plus Belles Années d'une vie) — французький романтичний фільм 2019 року режисера Клода Лелуша. Кінострічка є продовженням знаменитого фільму «Чоловік і жінка» (1966), нагородженого «Оскаром» та «Золотою пальмовою гілкою», а також стрічки «Чоловік і жінка: 20 років потому» (1986).

## Сюжет
Жан-Луї Дюрок (Жан-Луї Трентіньян), колишній професійний автогонщик, який хворіє на хворобу Альцгеймера, мешкає в будинку для літніх. Він самотній і не пам'ятає, що з ним відбувалося кілька хвилин тому, але живе спогадами про вродливу, розумну молоду вдовицю Анну Готьє (Анук Еме), яку кохав 52 роки тому, коли був молодим. Про їх історію кохання розповідається в першому фільмі Клода Лелуша «Чоловік і жінка».

## Ролі виконують
- Анук Еме — Анна Готьє
- Жан-Луї Трентіньян — Жан-Луї Дюрок
- Антуан Сір[fr] — Антуан Дюрок
- Маріанна Денікур[fr] — відповідальна в старе́чому домі
- Суад Аміду[fr] — Франсуаза Готьє, дочка Анни
- Моніка Беллуччі — Єлена, дочка Жана-Луї
- Тесс Лоуверн — Тесс

## Знімальна група
- Режисер — Клод Лелуш
- Сценаристи — Клод Лелуш, Валері Перрен, П'єр Уйттерховен, Грегуар Лакруа
- Оператор — Робер Алазракі
- Композитори — Франсіс Ле, Каложеро
- Художник — Бернар Варнас
- Продюсери — Жан-Поль Де Відас, Самюель Адіда, Віктор Адіда, Клод Лелуш

## Навколо фільму
- Сцени в будинку для літніх Клод Лелуш фільмував у своєму власному домі у Варанжвіль-сюр-Мер, побудованому для потреб фільму.
- Світова прем'єра фільму відбулася 18 травня 2019 року в позаконкурсній програмі 72-го Каннського міжнародного кінофестивалю.[2] Глядачі зустріли фільм і легендарних акторів стоячою овацією, а після закінчення показу зал заспівав знамениту пісню Франсіса Ле «Ша ба да ба да»[3]
- В Україні фільм демонструвався онлайн з 23 квітня по 2 травня в рамках традиційного «Фестивалю допрем'єрних показів» щорічної «Французької весни-2021».[4]